# 米罗斯拉夫·拉伊切维奇
米罗斯拉夫·拉伊切维奇（1981年7月13日—），生于弗尔巴斯，塞尔维亚前男子篮球运动员。他曾代表塞尔维亚和黑山国家队参加2006年国际篮联世界锦标赛。